# كأس فرنسا 2016–17
كأس فرنسا 2016–17 (بالفرنسية: Coupe de France de football 2016-2017)‏ هو الموسم 100 من  كأس فرنسا. أقيم خلال الفترة 11 سبتمبر 2016 وحتى 27 مايو 2017، وأشرف على تنظيمه اتحاد فرنسا لكرة القدم، وفاز فيه باريس سان جيرمان.